# Paragryllacris fissa
Paragryllacris fissa är en insektsart som beskrevs av Heinrich Hugo Karny 1929. Paragryllacris fissa ingår i släktet Paragryllacris och familjen Gryllacrididae. Inga underarter finns listade i Catalogue of Life.